# Novokosino (metropolitana di Mosca)
Novokosino (in russo Новокосино?) è una stazione della Metropolitana di Mosca situata sulla Linea Kalininskaja-Solncevskaja. Si trova nell'estremità settentrionale del quartiere Novokosino, presso il confine tra l'Oblast' di Mosca e la capitale. A seguito della sua inaugurazione nel 2012, ha sostituito Novogireevo come capolinea orientale della linea.
Risulta essere la stazione posta più a oriente di tutta la rete della metropolitana di Mosca.